# 笹一酒造
笹一酒造株式会社（ささいちしゅぞう）は、山梨県大月市にある酒造メーカーである。

## 歴史
1919年（大正8年）11月3日に田辺酒造の支配人であった天野久によって創業された。天野は従兄とともに笹子酒造の醸造権と醸造場を買収して独立し山梨酒造を創業し、戦後山梨酒造は解散し笹一酒造が創業された。
1951年（昭和26年）に株式会社化し現在に至る。日本酒をはじめ、焼酎やワイン、果実酒も製造している。関東地方一円に出荷していたほか、本社のある笹子駅前の国道20号沿いに直売所および土産物店がある。俗に言う甲州戦争（天野久を中心とする天野一族と田邊圀男を中心とする田辺一族の地方政界の争い）が激しかった時代は、双方とも蔵を持っていたため天野派、田辺派の宴席に出す際には大変気をつかったという話がある。
1990年（平成2年）に製造設備を刷新したが、日本酒市場が縮小し、また品質も悪化したことから売り上げが低迷した。2012年（平成24年）に社長が天野行典になってからは量より質を優先。大量生産設備を廃棄し、「笹一」に替わる主力製品である「旦」（だん）を開発し、特約店に販売を行っている。

## 各種受賞歴
- 平成2年全国新酒鑑評会金賞
- 平成3年全国新酒鑑評会金賞
- 平成4年全国新酒鑑評会金賞
- 平成11年全国新酒鑑評会金賞
- 平成12年全国新酒鑑評会金賞
- 平成13年全国新酒鑑評会金賞
- 平成26年全国新酒鑑評会入賞
- 第19回新作観光土産品コンクール食品の部、甲府市長賞「甲斐の地酒 武田二十四将」
- 第20回新作観光土産品コンクール食品の部、社団法人山梨県観光連盟会長賞「笹一 ミニこも樽」
- 第26回新作観光土産品コンクール食料品の部、山梨県知事賞「古代薬師ぶどう酒」
- 第33回やまなし観光土産品コンクール、甲府商工会議所会頭賞「ささご峠のあおいそら」
- 第1回国産ワインコンクール甲州種、銅賞「北米系品種 白」、入選「エクストラ 白」「酒遊館 甲斐路」
- 第3回国産ワインコンクール甲州辛口、奨励賞「美代咲 無濾過」
- 第5回国産ワインコンクール甲州辛口、銀賞「美代咲」
- 第6回国産ワインコンクール甲州辛口、銅賞「シュールリー2008」
- 第7回国産ワインコンクール甲州辛口、銅賞「シュールリー2009」

「日本ワインコンクール（Japan Wine Competition）」
- 第15回 2017年（平成29年）金賞受賞[4]
  - 欧州系・白「シャルドネ樽発酵 2016」

## 商品一覧

### 日本酒「笹一」
笹一酒造の主力商品
- 純米大吟醸笹一、純米吟醸笹一、純米酒笹一
- 本醸造生原酒アルミ缶（黒）
- 辛口生原酒アルミ缶（白）
- 清酒笹一

### 日本酒「旦」
2013年より販売を開始。特約店のみに販売。

### その他日本酒
- 日本人‐純米酒。純米酒笹一と比較しアルコール分が若干低い。
- 笹子峠‐純米酒。山廃仕込みによる製法。
- 皇帝‐山田錦使用。
- 圓（まどか）‐本醸造酒

### その他酒類
- 焼酎‐甲類、乙類、甲乙混和
- ワイン‐白ワイン、赤ワイン、ロゼ
- 梅酒

## 新型コロナウイルス感染での医療機関に製品供給
2020年4月17日 - 笹一酒造は、新型コロナウイルスの感染で消毒用アルコール不足の状況から、アルコール飲料「笹一アルコール７７」の製造を決めた。厚労省などを通じて医療機関や高齢者施設などに供給する。